# Selyem Zsuzsa
Selyem Zsuzsa (Marosvásárhely, 1967. május 15. –) romániai magyar irodalomtörténész, író, esszéíró, egyetemi oktató.

## Élete
Selyem Zsolt és Beczássy Tatjána gyermekeként született. 1985–1989 között a Babeș–Bolyai Tudományegyetem matematika karán tanult Kolozsvárott. 1991–1996 között ugyanitt bölcsészhallgató volt, magyar-angol szakot végzett. 2003-ban az ELTE BTK esztétika szakán doktorált, Balassa Péter irányításával.
1993 óta jelennek meg esszéi, tanulmányai, novellái, publicisztikái. 1994–1997 között a Korunk irodalmi szerkesztője volt. 1997-től a BBTE Magyar Irodalomtudományi Intézet munkatársa, kortárs magyar irodalmat tanít. 2000-től 2002-ig az Lk.k.t. folyóirat felelős szerkesztője. 2005-ben az Akademie Schloss Solitude ösztöndíjasa.

## Írásai nyomtatásban (válogatás)

### Kötetei
1. Valami helyet (esszék, kritikák) Kijárat, Budapest, 2001 (második, javított kiadás: Komp-Press–Korunk Baráti Társaság, Kolozsvár, 2003)
2. Selyem Zsuzsa–Balázs Imre Józsefː Humor az avantgárdban és a posztmodernben; Scientia, Kolozsvár, 2004 (Sapientia könyvek)
3. Szembe szét. Humor és szentség összefüggése Esterházy Péter prózájában. Koinónia, Kolozsvár, 2004
4. 9 kiló. Történet a 119. zsoltárra (Koinónia, Kolozsvár, 2006) Németül: 9 kilo (Geschichte zu Psalm 119). Aus dem Ungarischen von Agnes Relle und Werner D. Stichnoth, Merz & Solitude, Stuttgart, 2006; Franciául: 9 kg. Récit sur le 119e psaume. Traduit par Emőke Simon, révision par Gerard Gâcon. Jacques André Editeur, Lyon, 2011
5. Fehérek közt (esszék) Vigilia, Budapest, 2007
6. Erdei politika (publicisztikák) Koinónia, Kolozsvár, 2009
7. Mire vársz (novellák) Bookart, Csíkszereda, 2009
8. Fiktív állatok. A rezisztencia irodalmi formáiról; Egyetemi Műhely, Kolozsvár, 2014
9. Moszkvában esik. Egy kitelepítés története; Jelenkor, Bp., 2016
10. Az első világvége, amit együtt töltöttünk; Jelenkor, Bp., 2020

## Szerkesztett kötetek
- Molnár Zoltán: Az utolsó előtti mosoly. Versek. Mentor Kiadó, 1997
- Kegyesség, kultusz, távolítás. Irodalomtudományi tanulmányok; szerk. Gábor Csilla, Selyem Zsuzsa; Scientia, Kolozsvár, 2002
- Magány és árnyék. Egy Szilágyi Domokos nevű ember a Szekuritáté hálójában; szerk. Selyem Zsuzsa; Láthatatlan Kollégium, Kolozsvár, 2008 (Emberi piramis sorozat)
- Horváth Előd Benjámin: A cseplini díva. Versek. Koinónia Kiadó, 2009
- Zudor János: A rusnya valcer. Versek. Új Forrás – Posticum, 2012
- "Kit érdekel az irodalom-rizsa?" (Esti) és mire jó egyáltalán? A BBTE Magyar Irodalomtudományi Intézet 2011. évi házikonferenciája; szerk. Berszán István, Selyem Zsuzsa; Egyetemi Műhely–Bolyai Társaság, Kolozsvár, 2012 (Egyetemi füzetek. Bolyai Társaság)

## Díjak, elismerések
- Látó-nívódíj (1997, 2000, 2008)
- Ernst Mach kutatói ösztöndíj (Bécs, 2002)
- Déry Tibor-díj (2016)
- Komlós Aladár-díj (2018)